# توم فرانكلين (لاعب اتحاد الرغبي)
توم فرانكلين (بالإنجليزية: Tom Franklin)‏ هو لاعب اتحاد الرغبي نيوزيلندي، ولد في 11 أغسطس 1990 في أوبوتكي ‏ في نيوزيلندا.

## وصلات خارجية
- توم فرانكلين على موقع ItsRugby.co.uk (الإنجليزية)